# Roztocký háj – Tiché údolí
Přírodní rezervace Roztocký háj – Tiché údolí představuje jedinečně členěné údolí s pestrým výskytem rozličných biotopů. Na dané lokalitě nalezneme bohatě zastoupené listnaté lesy, skalní stepi s kriticky ohroženou ještěrkou zelenou (Lacerta viridis) a vřesoviště se suchomilným silně ohroženým koniklecem lučním (Pulsatilla pratensis). Přírodní rezervace byla vyhlášena roku 1951 československým ministerstvem školství, věd a umění. Nachází se na jižním okraji města Roztoky u Prahy, v severním sousedství městských částí Sedlec a Suchdol hlavního města Prahy. Chráněné území o rozloze 111,4 ha, které je ve správě Krajského úřadu Středočeského kraje, tvoří zalesněné stráně Tichého údolí a Roztocký háj nad soutokem Únětického potoka a řeky Vltavy. Nepatrným dílem (0,073 ha) se PR Roztocký háj – Tiché údolí překrývá s dalším chráněným územím – evropsky významnou lokalitou Kaňon Vltavy u Sedlce.

## Lokalita

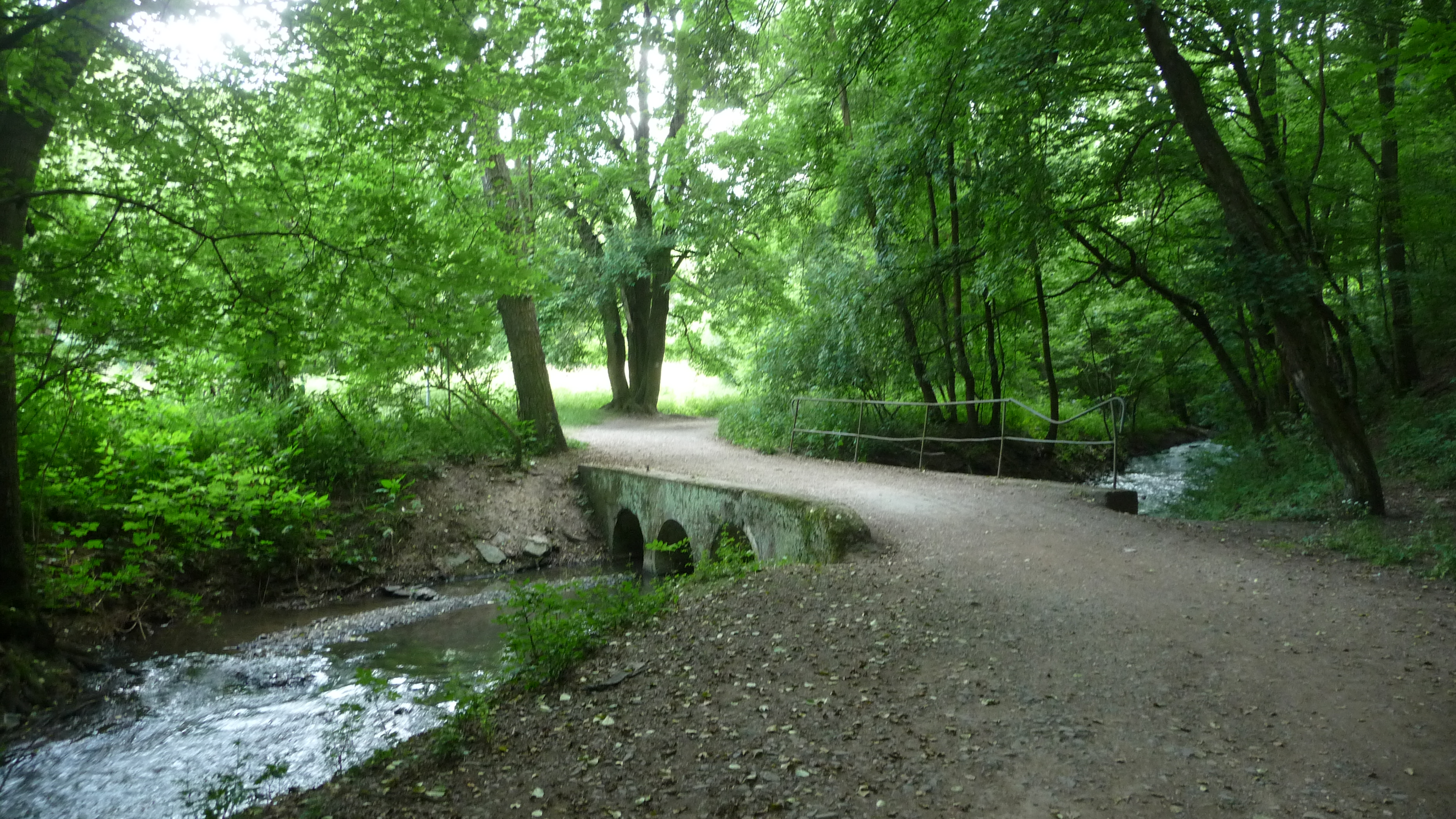
Most přes Únětický potok

Přírodní rezervace Roztocký háj – Tiché údolí se rozkládá na jižním okraji katastrálního území Roztoky. Vlastní obec Roztoky se nachází na severu. Celé řešené území je z jihu ohraničeno Intravilánem městské části Praha 6 - Suchdol. Ze strany východní je území vymezeno železniční tratí podél levého břehu Vltavy. Východní část je z velké části tvořena rozsáhlými lesními celky rozdělené na Malý a Velký háj. Západně se nachází obec Únětice, která volně přechází v krajinu jižně exponovaných strání severně od Únětického potoka. Tyto stráně lze rozdělit na oblasti Sluneční hory, Krásné hory, Talovské rokle, Velkého a Malého lomu.
Hlavním krajinotvorným prvkem je zde trasa toku Únětického potoka, který částečně meandruje v lužní části území. Vytváří charakteristické podmínky zahloubeného údolí a okolní nivy.
Nadmořská výška dané oblasti se pohybuje od 188 metrů v oblasti restaurace Maxmiliánky do 263 metrů nad mořem v okolí jižního okraje Roztockého háje u hranic Suchdola.
V těsné blízkosti se přimykají k území další dvě přírodní rezervace, které jsou již na území Prahy. Jedná se o Údolí Únětického potoka a přírodní památku Sedlecké skály.

## Historie
Lokalita začala být chráněna dne 9. 9. 1951. Ministerstvo školství, věd a umění formou výnosu vyhlašuje území státní přírodní rezervací. Rozsáhlejší předpis v otázce ochrany Ministerstva kultury ČSR vyšel v platnost 30. 12. 1988. Poslední velká změna nastala 11. 6. 1992 vydáním vyhlášky Ministerstva životního prostředí ČR. Na základě této vyhlášky se Roztocký háj - Tiché údolí dne 13. 8. 1992 stává přírodní rezervací.

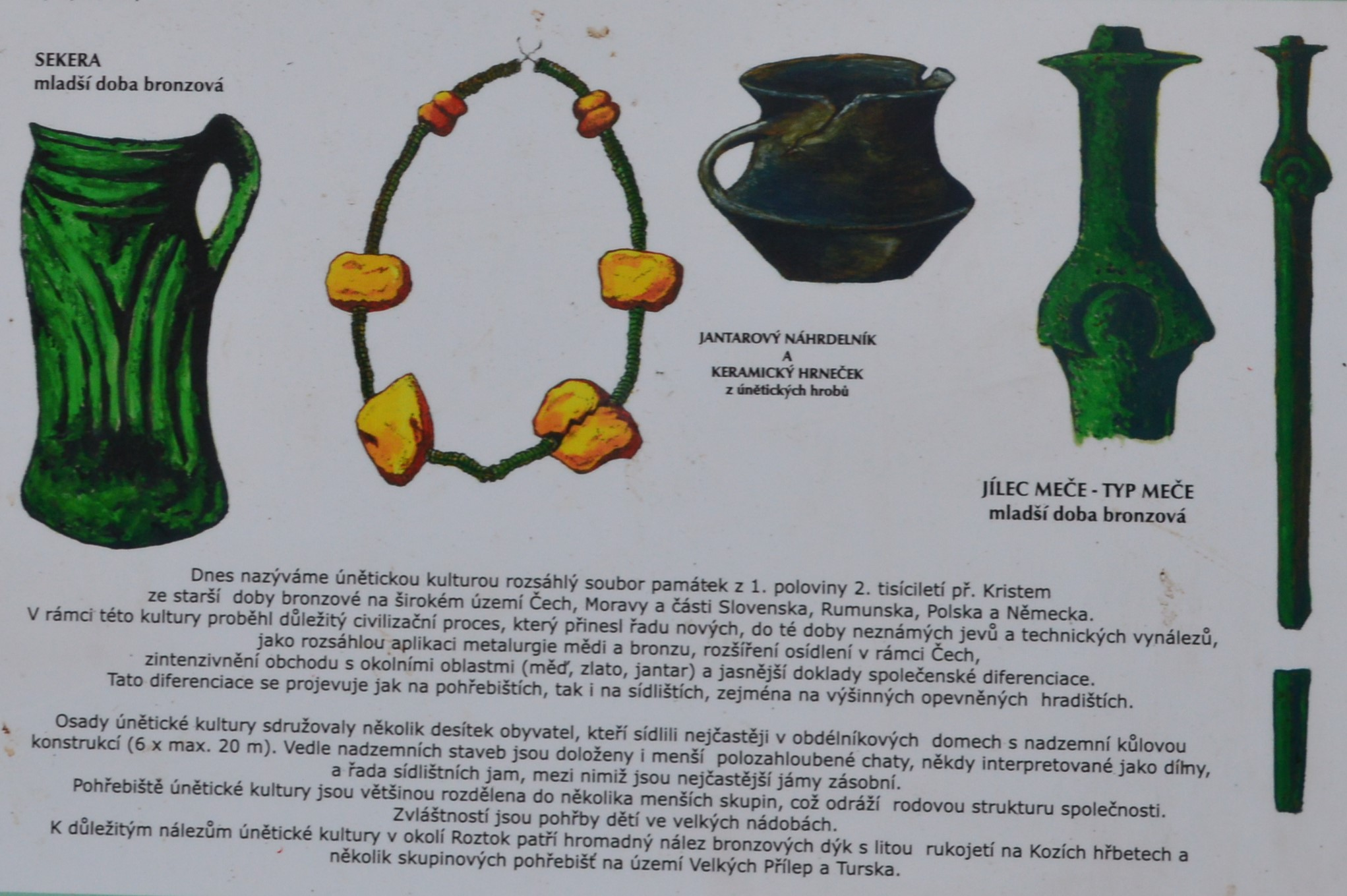
Únětická kultura a zdejší archeologické nálezy

Historie je zde velmi pestrá a díky archeologickým nálezům i dobře zaznamenaná. Zmínky o prvním osídlení spadají do dob mladší doby kamenné (5000 př. n. l.). Nejlépe dochovaná je zde únětická kultura ze starší doby bronzové, pojmenovaná po nedaleké obci Únětice. Nalezeno bylo více než 70 hrobů s milodary a poklad se sedmi zdobenými dýkami z bronzu. Pozdějšími obyvateli území se stali Keltové, Germáni a Slované. Z dob prvních Slovanů je dodnes v přírodní rezervaci zachovaná pěšina, která sloužila jako obchodní stezka. Dlouhá cesta (Via Magna), neboli Přemyslovská, spojovala Levý Hradec s Hradčany a vedla dále na jih do Byzantské říše.

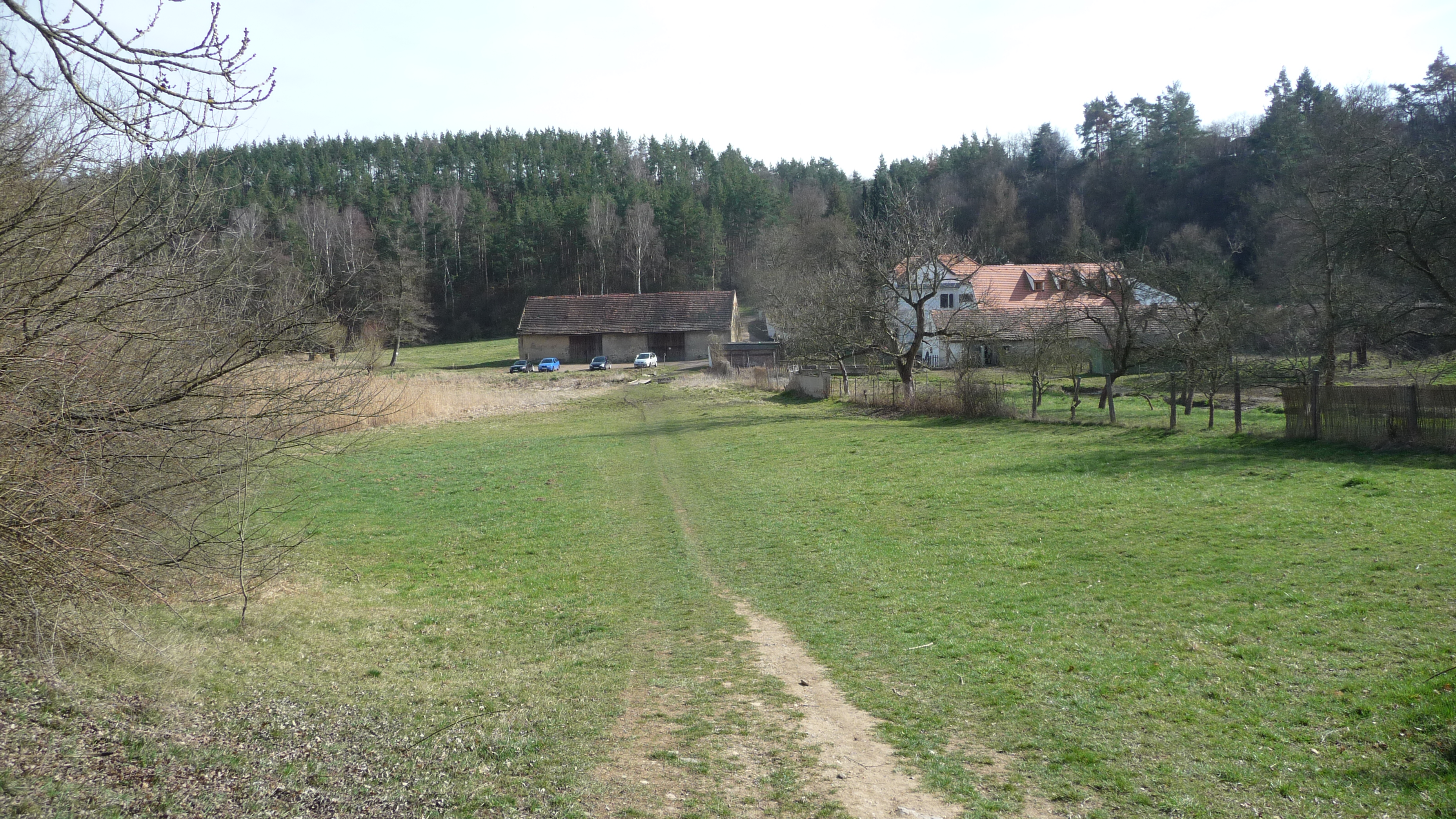
Trojanův mlýn

Tiché údolí se stalo prvním letoviskem Pražanů. Ti si v okolí od 70. let 19. století do počátku první světové války postavili několik luxusních vil, které jsou dnes kulturními památkami. Nalezneme zde japonské stavby cestovatele Joe Hlouchy, novorenesanční letoviska Bedřicha Smetany a Franze Kafky, nebo i několik mlýnů. Nejznámějším se stal Trojanův mlýn, díky návštěvám Mikoláše Alše a natáčení televizního seriálu Byli jednou dva písaři. Centrem kulturního života se stal Braunerův mlýn, kam si malířka Zdenka Braunerová zvala významné hosty z generace Národního divadla.

## Přírodní poměry

### Geologie a pedologie

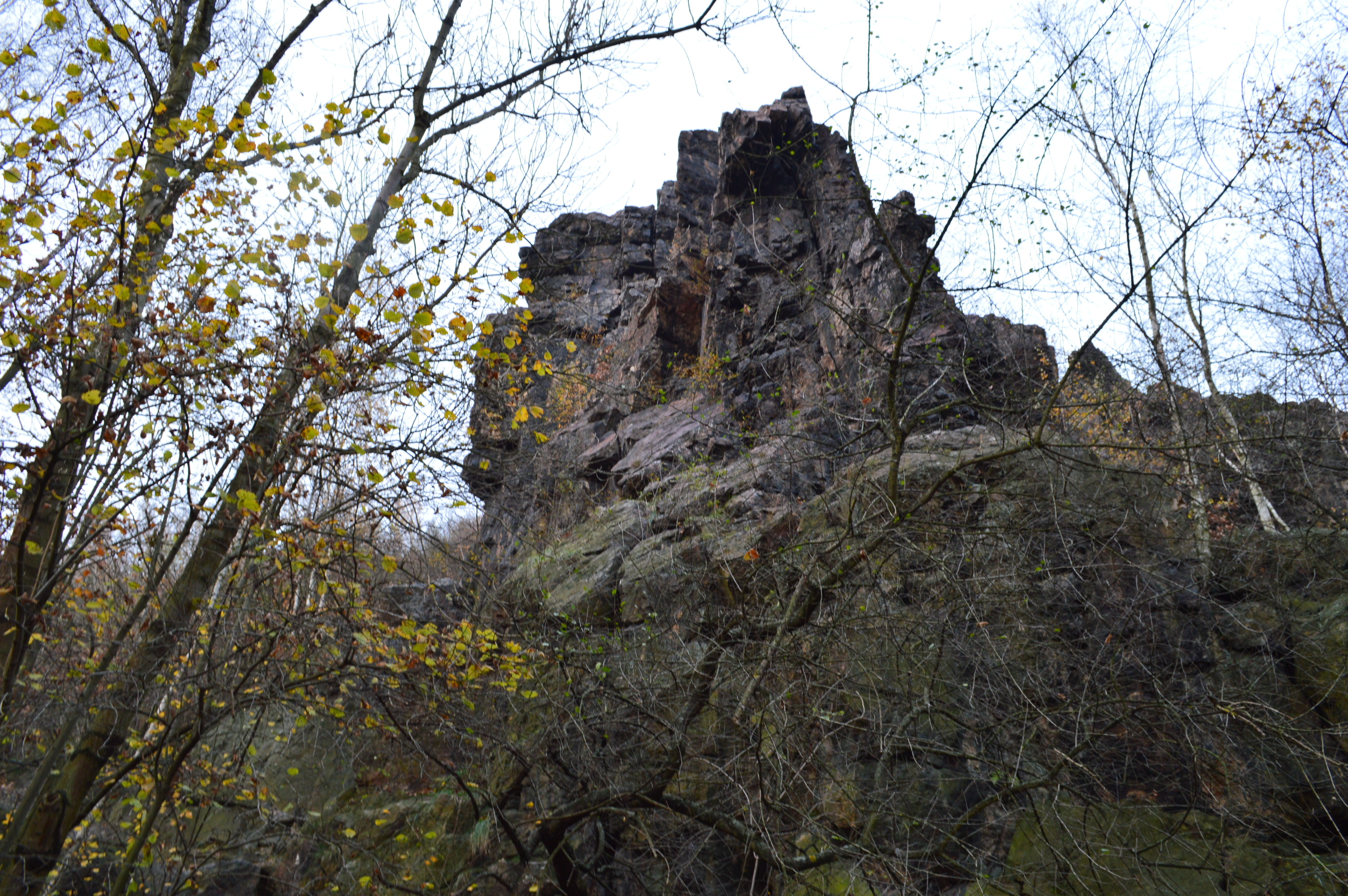
Buližníkový skalní výchoz

Z geomorfologického hlediska je přírodní rezervace součástí geomorfologického celku Pražská plošina. Geologickým podkladem jsou tmavé pevné horniny neoproterozoika (mladších starohor). Jedná se o droby, prachovce a břidlice kralupsko-zbraslavské skupiny, které byly dříve těženy v dnes již opuštěných stěnových lomech. Západ je tvořen tvrdým tělesem buližníku (silicitu). Místy tato souvrství zpestřují žíly porfyrových a bazaltových hornin. Svrchní vrstvu tvoří svahoviny, hlinito-kamenité sutě a sprašové návěje z poslední doby ledové. Lze nalézt i důkazy druhohorního zaplavení křídovým mořem; většina uloženin byla už erozí odnesena. Charakteristické půdy chráněného území představují vyvinuté rankery, kambizemě a hnědozemě. Zastoupeny jsou také černozemě a glejové půdy v nivě Únětického potoka. Nalezneme zde také relikty tropického zvětrávání.  Zajímavým nálezem mohou být měděné rudní minerály v podobě povlaků zeleného malachitu a modrého azuritu.

### Hydrologie
Tiché údolí vznikalo souběžně se suchdolskou terasou, která je druhá nejstarší z vltavských teras, kudy protékala řeka Vltava před milionem let. Po vytvoření suchdolské terasy se Vltava odklonila k východu a Únětický potok se tím prodloužil asi o 3 km. Díky této změně toku a souběžnému zahlubování Vltavy mohlo Tiché údolí během následujících období kvartéru (čtvrtohor) vzniknout. Staropleistocenní sedimenty říčních naplavenin s bohatou faunou měkkýšů (Helicigona capeki) umožňují rekonstruovat vzhled přírody před třemi čtvrtinami milionu let. 
Únětický potok a jeho meandrující přirozené koryto vytvářejí cenný krajinný ráz přírodní rezervace. Potok pramení nedaleko Prahy poblíž obcí Kněževes a Přední Kopanina. Délka toku činí 15 km a plocha povodí 45 km². Spád potoka byl využíván pro pohon mlýnů. Díky nízkým srážkám, které činí 508 mm za rok, je průtok potoka citlivý vůči znečištění. K látkovému zatížení potoka přispívá letiště Václava Havla, řešení kanalizace a odpadních vod z vedlejších obcí. Částečné zlepšení kvality vody umožňují únětické rybníky.

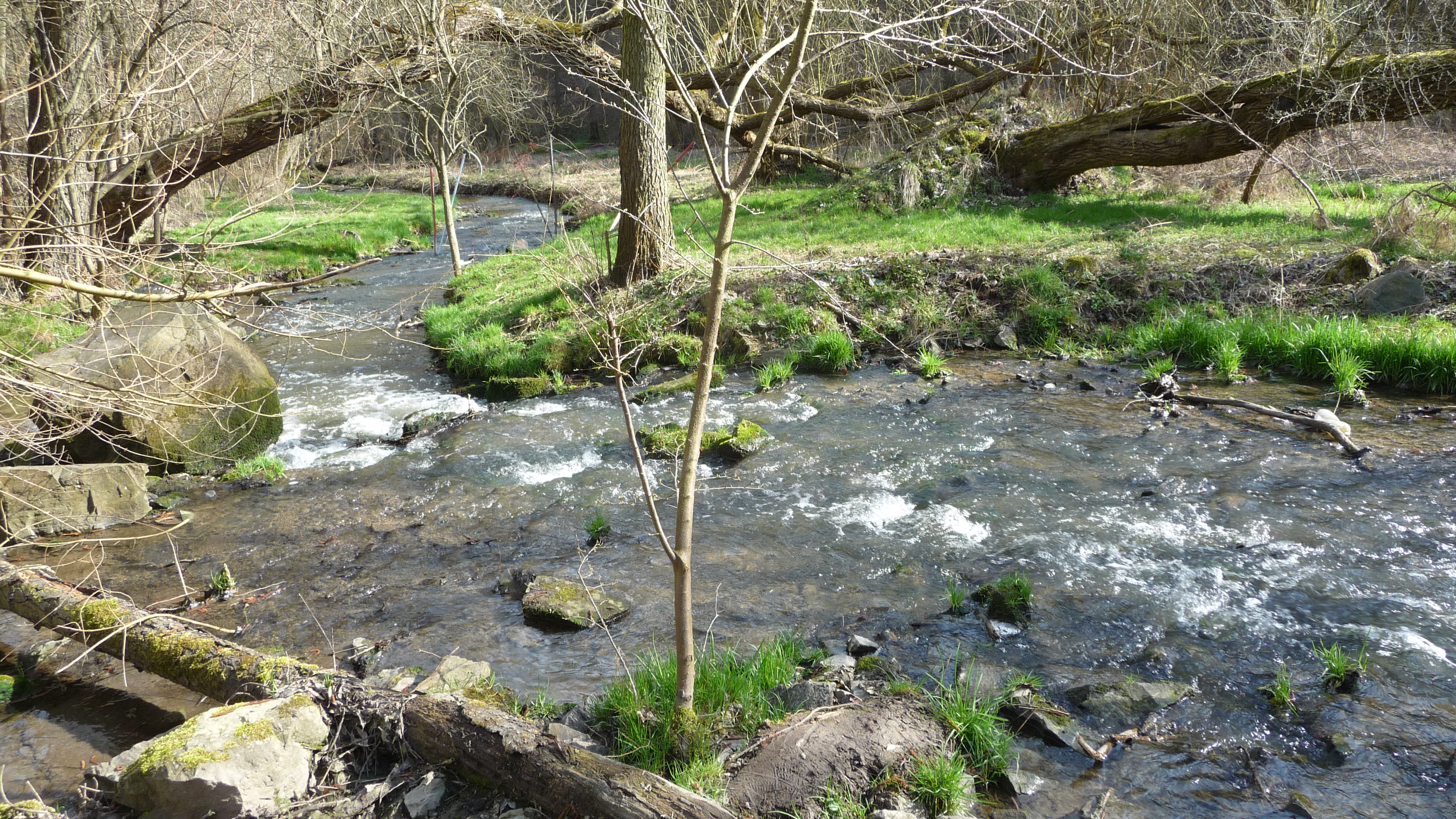
Meandrující úsek Únětického potoka nad Spáleným mlýnem

### Fauna

#### Bezobratlí
Chráněné území lze rozdělit na několik hlavních biotopů s odlišnými společenstvy bezobratlých živočichů. Xerotermní stráně, stepní trávníky, stepi a skalní výchozy, vřesoviště, listnaté lesy a nivu potoka s mokřady, močály a loukami. Vzácní plži bývají nalézáni v olšině vlhkých luk u Spáleného mlýna. Patří k nim například vlahovka rezavá (Pseudotrichia rubiginosa) a dvojzubka lužní (Perforatella bidentata). Na xerotermních stanovištích skalních výchozů se vyskytují reliktní a vzácné druhy hmyzu jako je střevlíček rákosní (Odacantha melanura) nebo český endemit váleček český (Cylindromorphus bohemicus) z čeledi krascovitých. Blanokřídlý hmyz představují vzácná zlatěnka modrá (Stilbum cyanurum) a zlatěnka ohnivá (Chrysis ignita). Na stepních trávnících ke konci léta lze nalézt i nápadné samečky pavouka stepníka rudého (Eresus kollari Rossii). Většinou hledají na skalních stepích Tichého údolí ukryté samičky v norách. Na miříkovitých rostlinách v teplomilných trávnících žijí housenky chráněného motýla otakárka fenyklového (Papilio machaon), který často poletuje kolem vrcholů buližníkových skal. Začátkem května se sem sletují ke svatebním letům. K běžnějším druhům patří babočka kopřivová (Aglais urticae) a babočka admirál (Vanessa atalanta), objevující se jak na xerotermních stráních, tak i v listnatých lesích.

#### Obratlovci

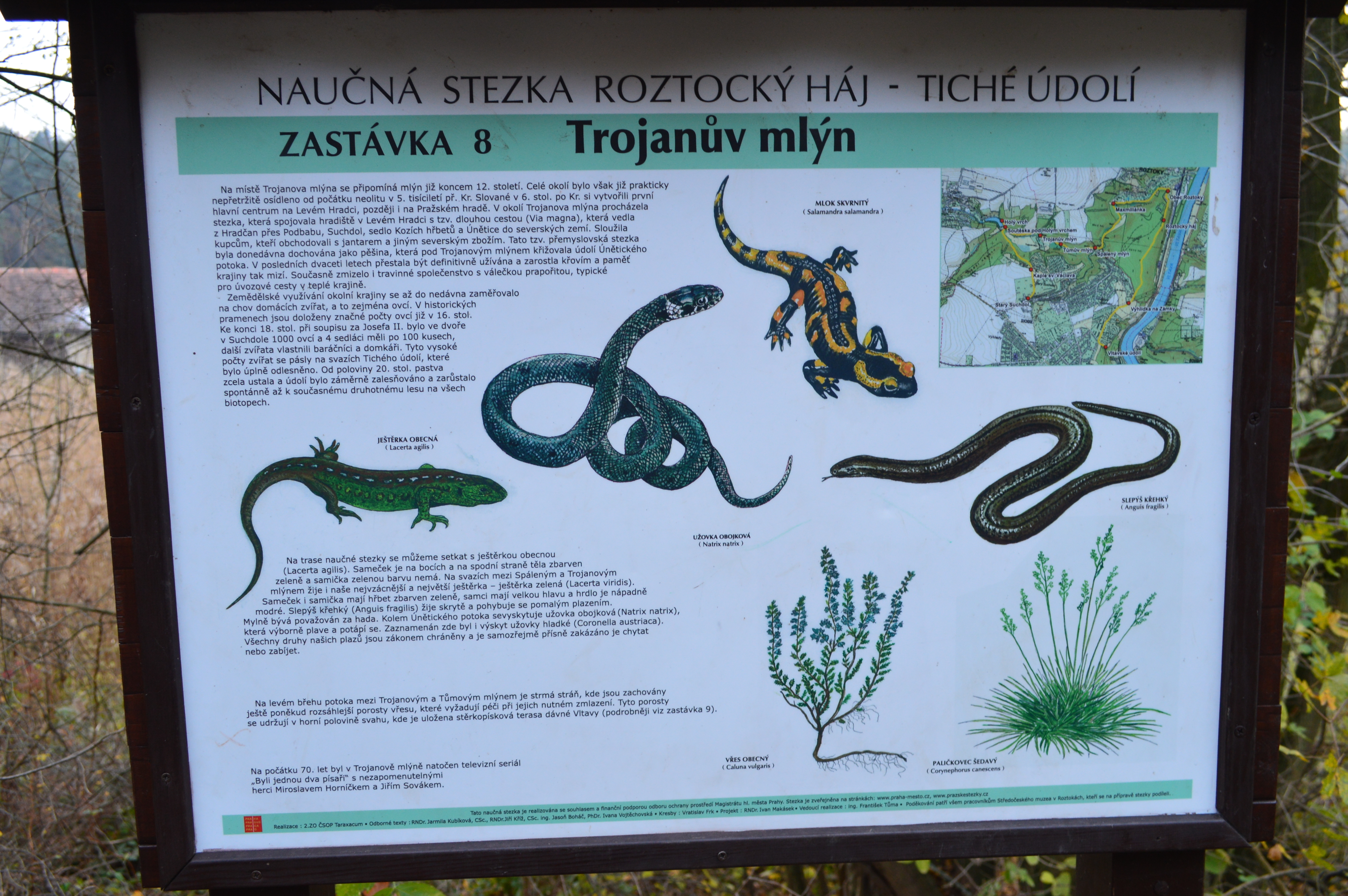
Informační tabule popisující flóru a faunu

Území je druhově pestré. V rákosinách hnízdí řada druhů vodních ptáků, například rákosník obecný (Acrocephalus scirpaceus) a rákosník zpěvný  (Acrocephalus palustris). Staví si hnízda ve tvaru košíku na vrcholech rákosu a mají charakteristický zpěv. V močálech nalezneme chřástala vodního (Rallus aquaticus), slípku zelenonohou (Gallinula chloropus) a strnada rákosního (Emberiza schoeniclus).

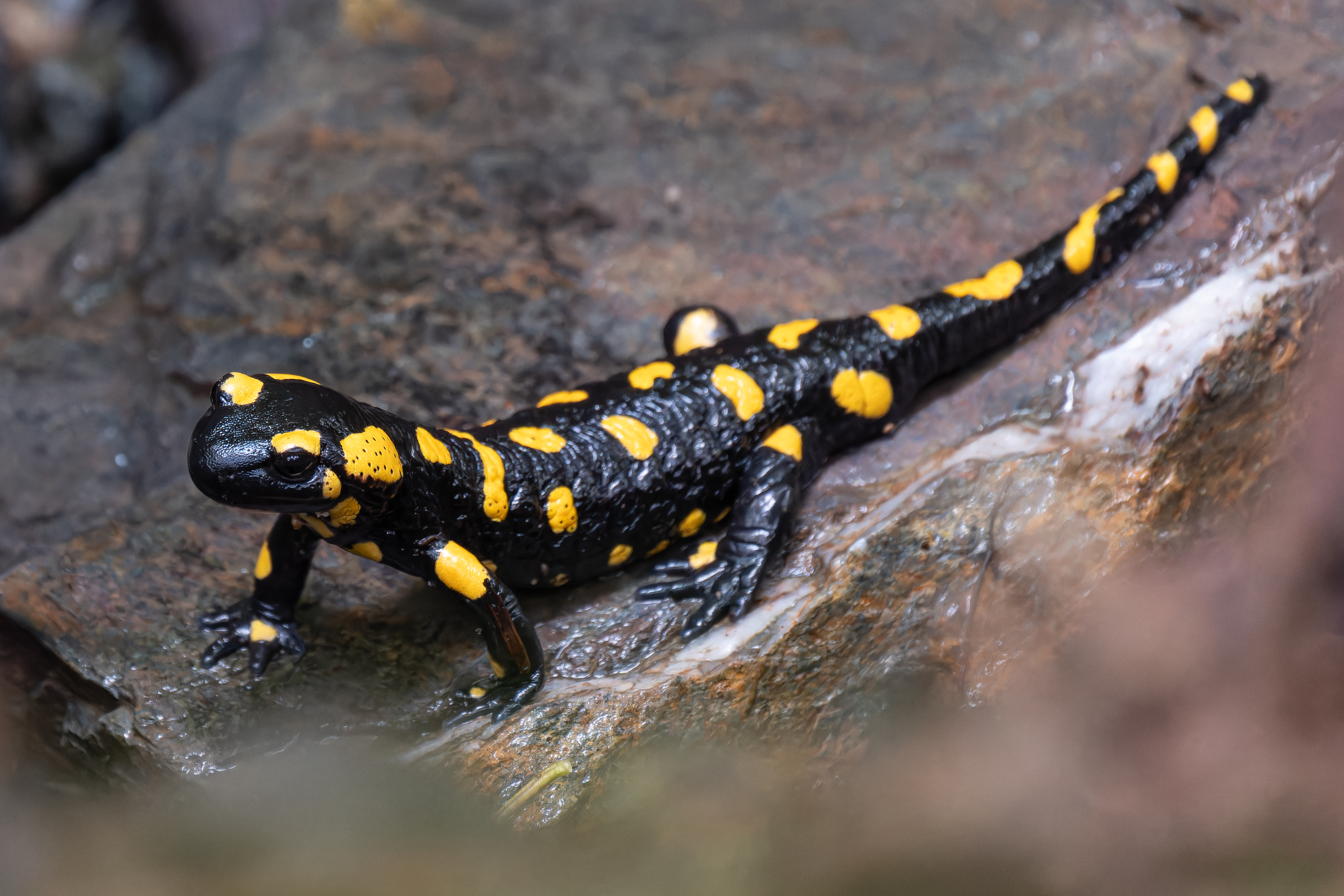
Mlok skvrnitý (Tiché údolí)

Z plazů se zde vyskytuje ještěrka obecná (Lacerta agilis) a na xerotermních stanovištích stepních trávníků dokonce i česká nejvzácnější ještěrka zelená (Lacerta viridis). Plazí faunu doplňuje slepýš křehký (Anguis fragilis) a ve vlhčích mokřadech užovka obojková (Natrix natrix). Obojživelníky zastupuje ropucha obecná (Bufo bufo) a pozoruhodně také silně ohrožený mlok skvrnitý (Salamandra salamandra). Únětický potok je pstruhový revír, kam je vysazován pstruh potoční (Salmo trutta) a pstruh duhový(Oncorhynchus mykiss). Ze savců na vlhkých místech žije rejsec vodní (Neomys fodiens) a nejmenší hlodavec Česka myška drobná (Micromys minutus). V okolí Roztok je hojným druhem srnec obecný (Capreolus capreolus). Při migraci lze zastihnout i prase divoké (Sus scrofa). Přibližně na konci roku 2021 osídlil Únětický potok také bobr evropský.

### Flóra a mykoflóra
K významným zástupcům patří tařice skalní (Aurinia saxatilis), která na jaře žlutě rozkvétá na skalním reliéfu. Na západním okraji se ve vřesovišti vyskytuje vzácný koniklec luční (Pulsatilla pratensis) a platan javorolistý (Platanus × acerifolia). Vřesoviště se z velké části skládá z vřesu obecného (Calluna vulgaris) a paličkovce šedavého (Corynephorus canescens). Lesy Roztockého háje tvoří acidofilní doubravy (Quercetea robori-petraeae), rostoucí na písčitých říčních terasách nebo na výchozech kyselých buližníků. V puklinách skal roste netřesk výběžkatý (Jovibarba globifera subsp. globifera). Teplomilné doubravy (Quercetea pubescentis) porůstají naváté spraše a v údolí Únětického potoka se nacházejí společně s habrovými pařezinami (Carpinus betulus) s chudým podrostem. Únětický potok lemují javory babyky (Acer campestre), olše lepkavé (Alnus glutinosa) a jasany ztepilé (Fraxinus excelsior). Vyskytuje se zde i ohrožená štětička chlupatá (Virga pilosa). Floristicky bohatou lokalitou je porfyritová a diabasová žíla u Spáleného mlýna. Roste zde dvojštítek hladkoplodý (Biscutella laevigata) a kavyl vláskovitý (Stipa capillata). Suchá místa zdejších teplých stanovišť vyhovují psinečku tuhému (Agrostis vinealis), řebříčku sličnému (Achillea nobilis), vousatce prstnaté (Bothriochloa ischaemum) a ostřici nízké (Carex humilis). Na výslunných skalnatých stráních a okrajích lesů roste česnek kulatohlavý (Allim sphaerocephalon), dřišťál obecný (Berberis vulgaris), skalník celokrajný (Cotoneaster integerrimus), jestřábník bledý (Hieracium schmidtii), strdivka sedmihradská (Melica transsilvanica) a kostřava sivá (Festuca pallens). V roce 2011 byl na výslunných písčinách ověřen výskyt radyku prutnatého (Chondrilla juncea), již ale v menším zastoupení. Z mykoflóry je zde nejběžnější jedlou houbou bedla červenající (Chlorophyllum rhacodes). Na opadaných olšových jehnědách vyrůstá jehnědka olšová (Ciboria caucus). Na pařezech lze nalézt pevník nachový (Chondrostereum purpureum). Na zdejších dřevinách lze spatřit i vzácnější kornatec pórkový (Dendrothele alliacea).

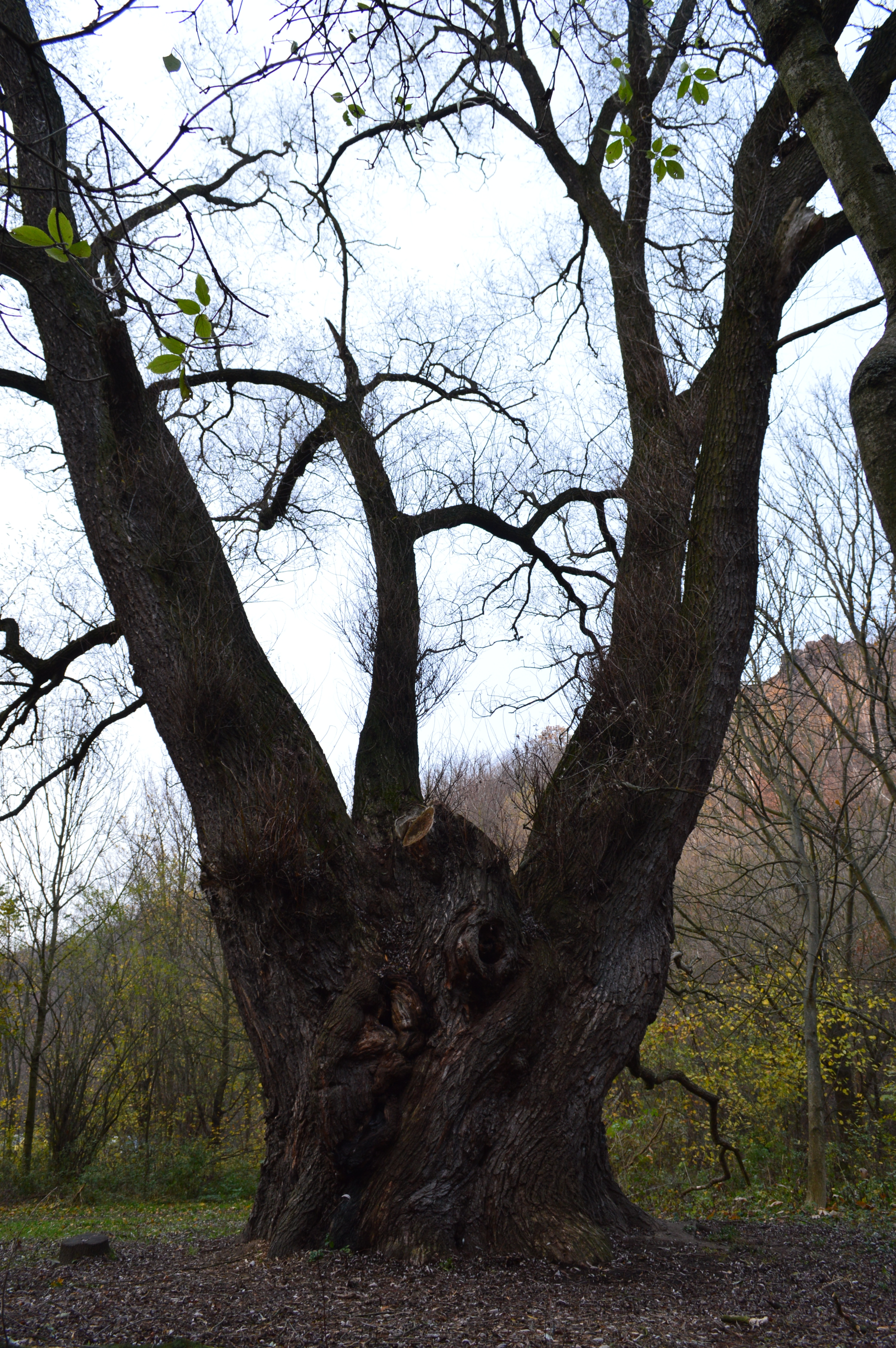
„Zapomenutá vrba" pod Únětickým rybníkem

## Ochrana
Území přírodní rezervace je využíváno k pastvě hospodářských zvířat, hlavně koz, ovcí a koní. Díky pestrému geologickému složení podkladu se zde provozovala těžba kameniva. Dnes jsou svahy údolí narušeny řadou lomů. Jižní stráně Tichého údolí sloužily od konce 19. století jako sady a vinice.

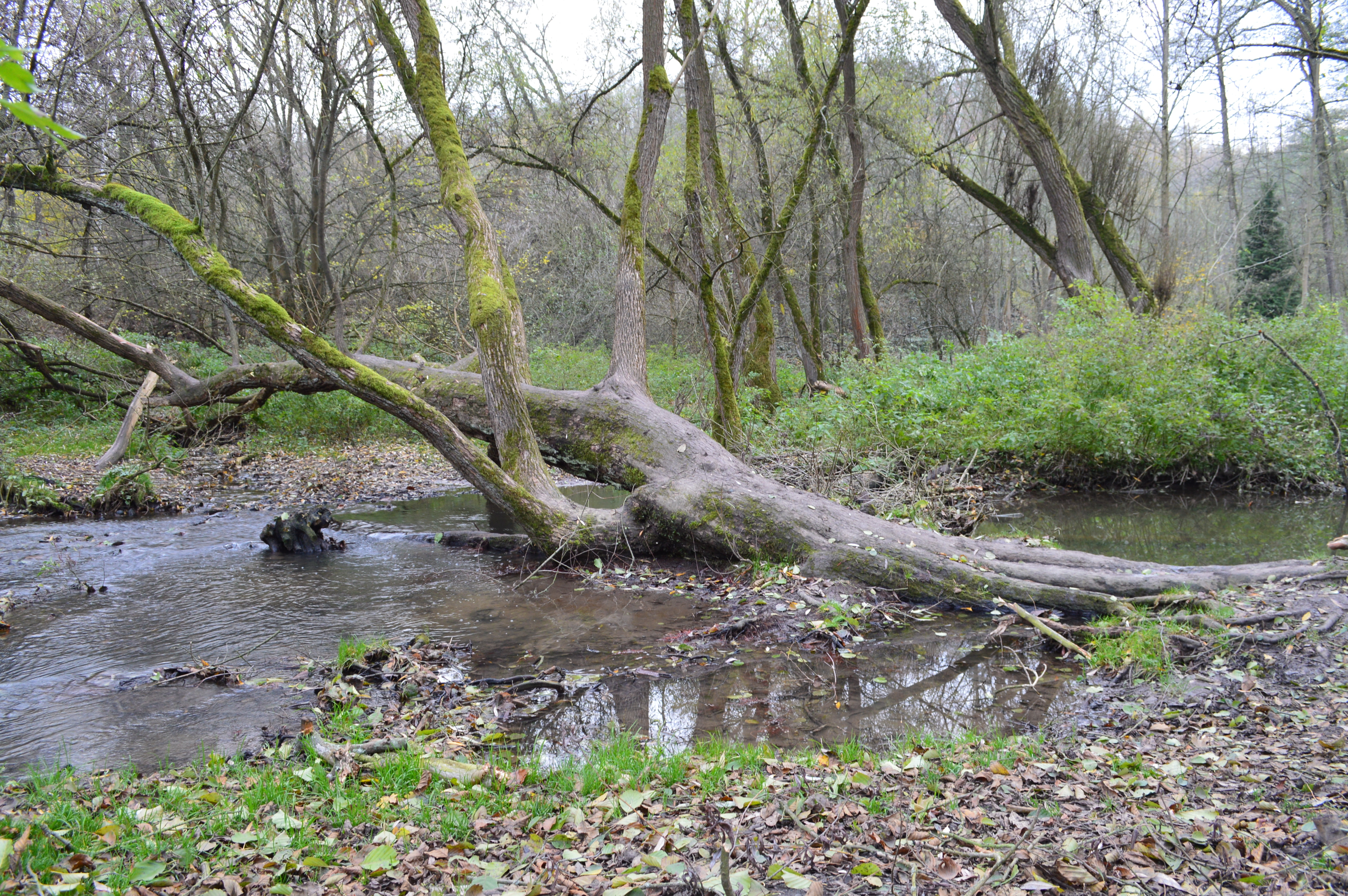
Přirozená sukcese na nivě Únětického potoka

Cílem ochrany je udržování a obnovení biotopů vřesovišť (koniklec luční, Pulsatilla pratensis), skalních stepí (ještěrka zelená, Lacerta viridis) a listnatých lesů, nutných pro zachování druhově bohatých společenstev. Pro udržení strukturně bohatých prosvětlených porostů je nutné extenzivní hospodaření. Snahou je také návrat k přirozenému druhovému složení. Vlhké louky, nacházející se v nivě Únětického potoka, jsou dávným výsledkem lidské činnosti. Aby nedošlo k přeměně v jednotvárnou rákosinu, musí se pravidelně kosit. Mnohé skalní svahy dnes zarůstají trnovníkem akátem (Robinia pseudacacia) a dokonce zde byla nevhodně vysazena borovice lesní (Pinus sylvestris) (50. léta 20. století). V lesích se spontánně šíří nepůvodní dub červený (Quercus rubra), který je třeba omezovat stejně jako šíření břízy bělokoré (Betula pendula). Řešením by byla vhodná pastva. Sdružení Roztoč a Beleco ve spolupráci s MŽP informují místní obyvatele i turisty o možnosti aktivně se podílet na ochranných projektech. Pořádají výpravné i umělecké aktivity. Zde si i děti mohou osvojit pastevectví, včelařství, vyrábění domečků pro hmyz a dokonce i kroužkování ptactva.

## Turistika

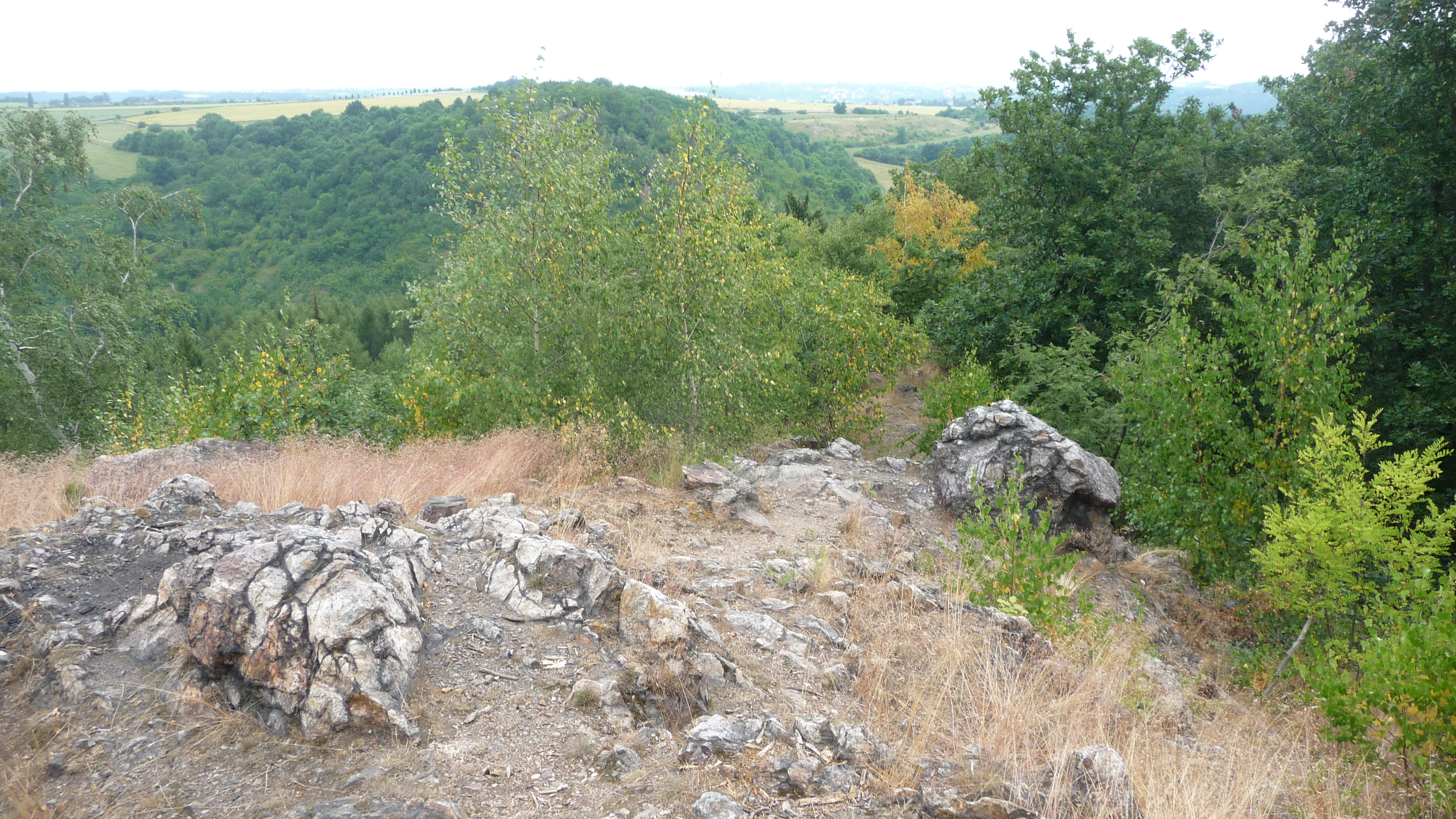
Pohled z Kozích Hřbetů na Tiché údolí s Alšovou vyhlídkou

Klidné romantické údolí se starými mlýny a divoce rozeklanými hřebeny skal s vyhlídkami do okolí (Alšova vyhlídka) je vhodné pro rekreaci široké veřejnosti. Přírodní rezervací vede naučná stezka Roztocký háj – Tiché údolí s 12 zastávkami. V roce 2006 byla nově rekonstruována.  Barevné informační tabule přibližují návštěvníkům historické, přírodní i kulturní zajímavosti rezervace a okolí. Na začátek stezky se lze dostat MHD od stanice metra Dejvická autobusovou linkou 107 do stanice Suchdol nebo linkou 147 do stanice Budovec. Územím vede také turistická stezka s modrým značením. Ke sportovním aktivitám lze využít cyklostezku nebo více než 80 horolezeckých cest (Kozí hřbety a Holý vrch). Od zámku v Roztokách až k bývalé výletní restauraci Maxmiliánka vede trasa doporučovaná hendikepovaným turistům. Další zajímavé lokality v okolí zahrnují Kozí Hřbety, Žalov – Levý Hradec s kostelem svatého Klimenta a hradištěm, roztocký zámek s muzeem, zámeček Brandejsův statek, kam jezdíval Mikoláš Aleš, a vrch Řivnáč s výhledem na Vltavu.

## Galerie

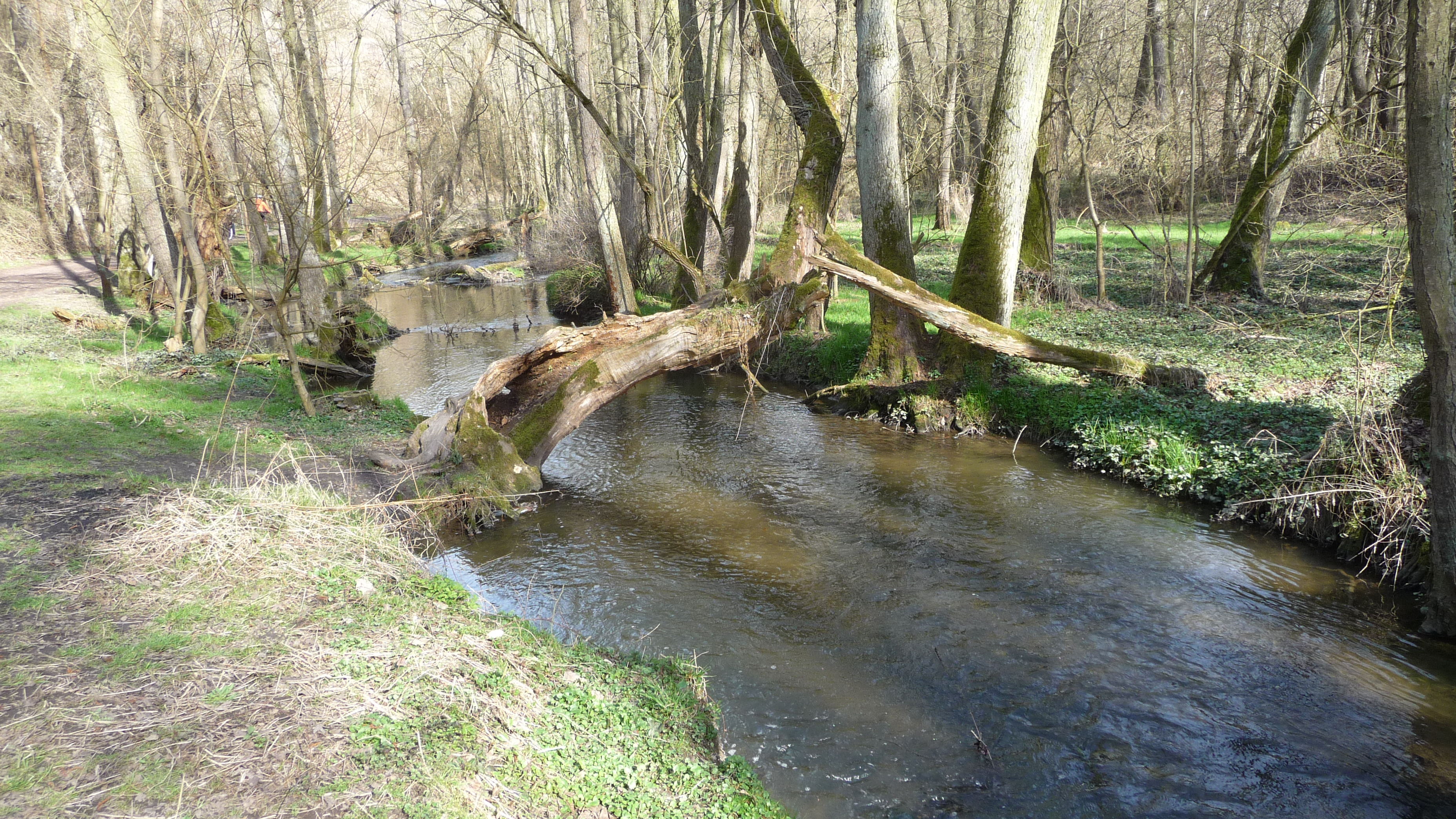
Břehové porosty podél Únětického potoka
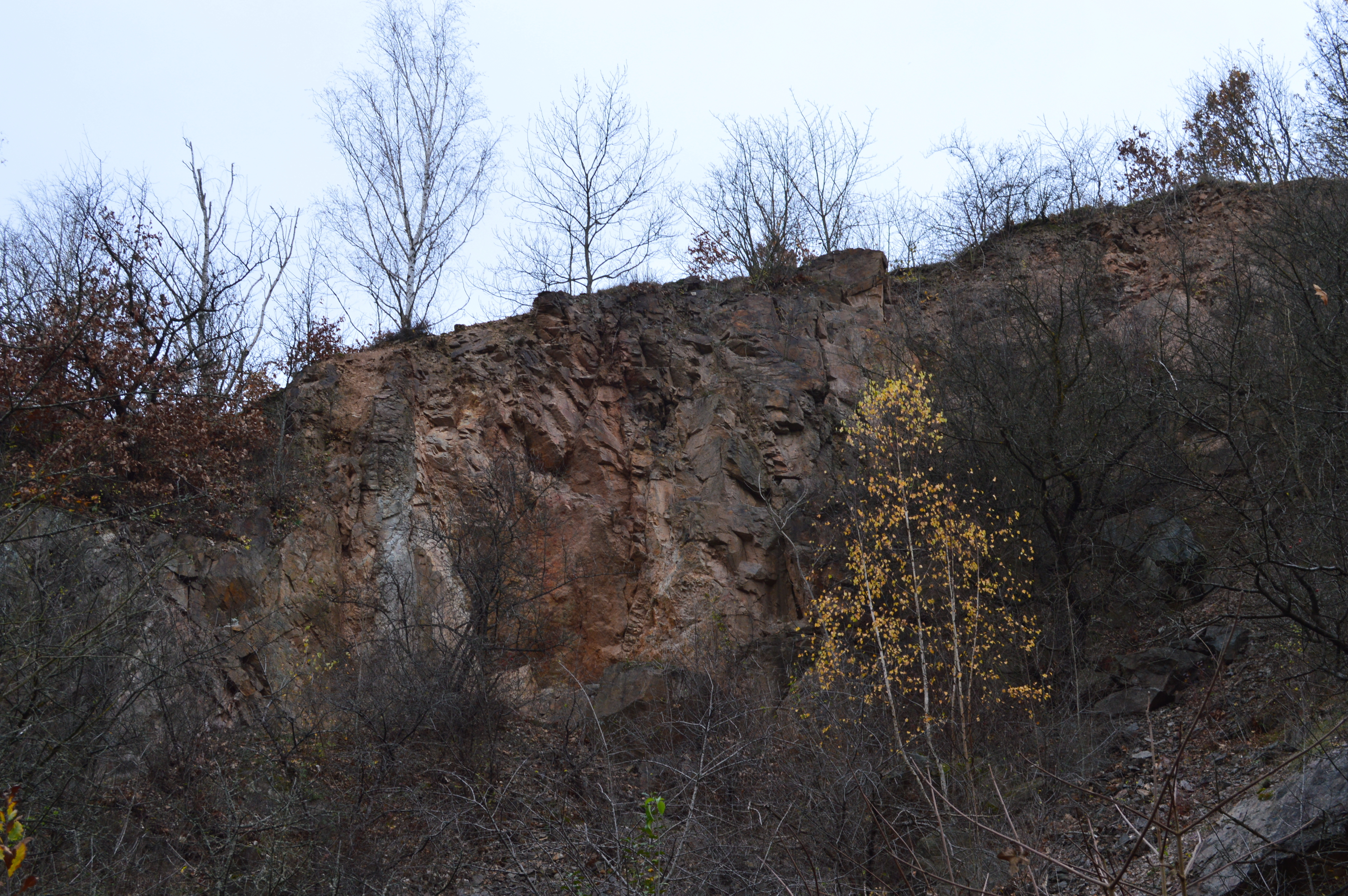
Buližníkové skalní výchozy s bývalými lomy
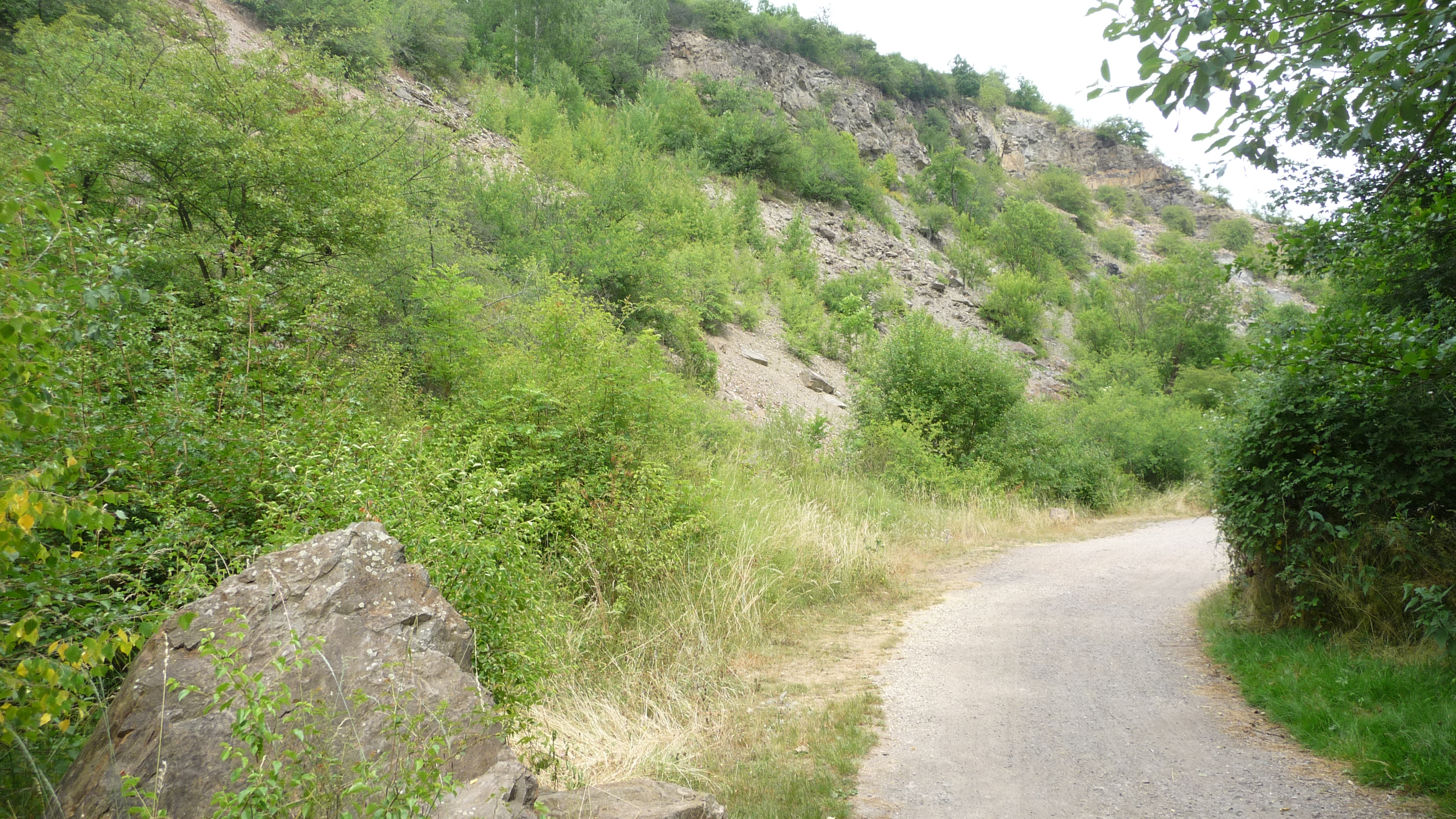
Staré lomy zarůstající pionýrskou flórou
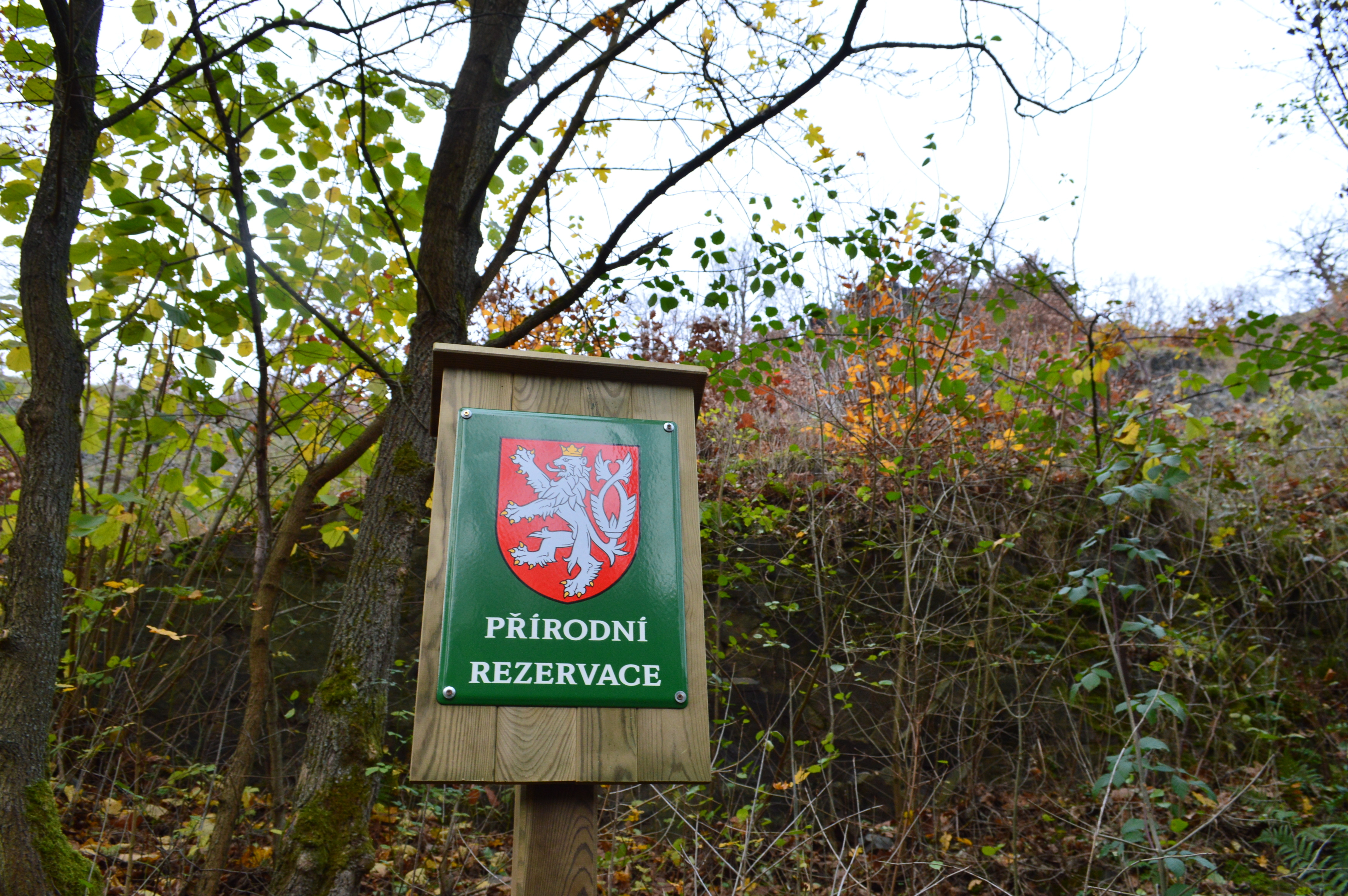
Označení přírodní rezervace v Roztockém háji
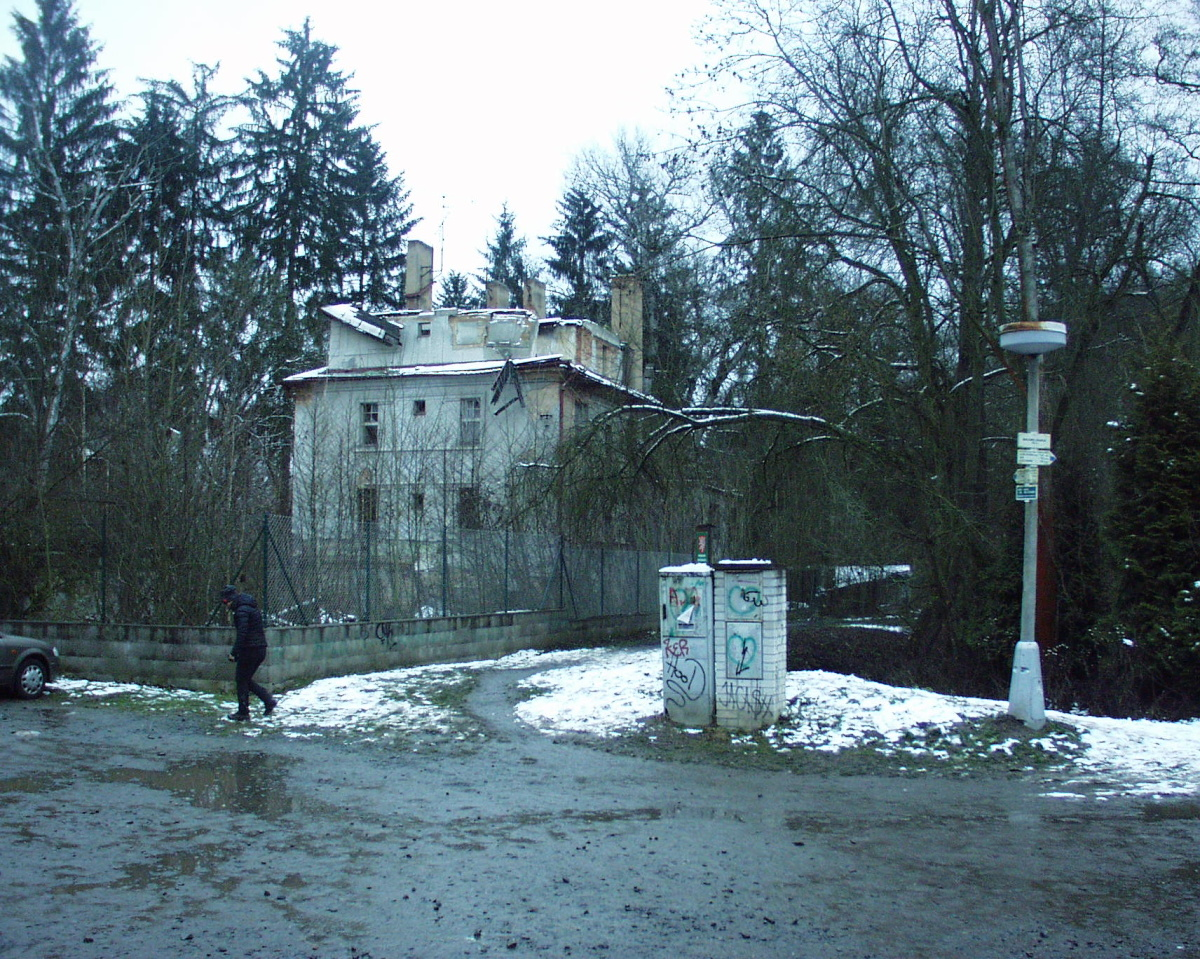
Restaurace Maxmiliánka, stav leden 2021
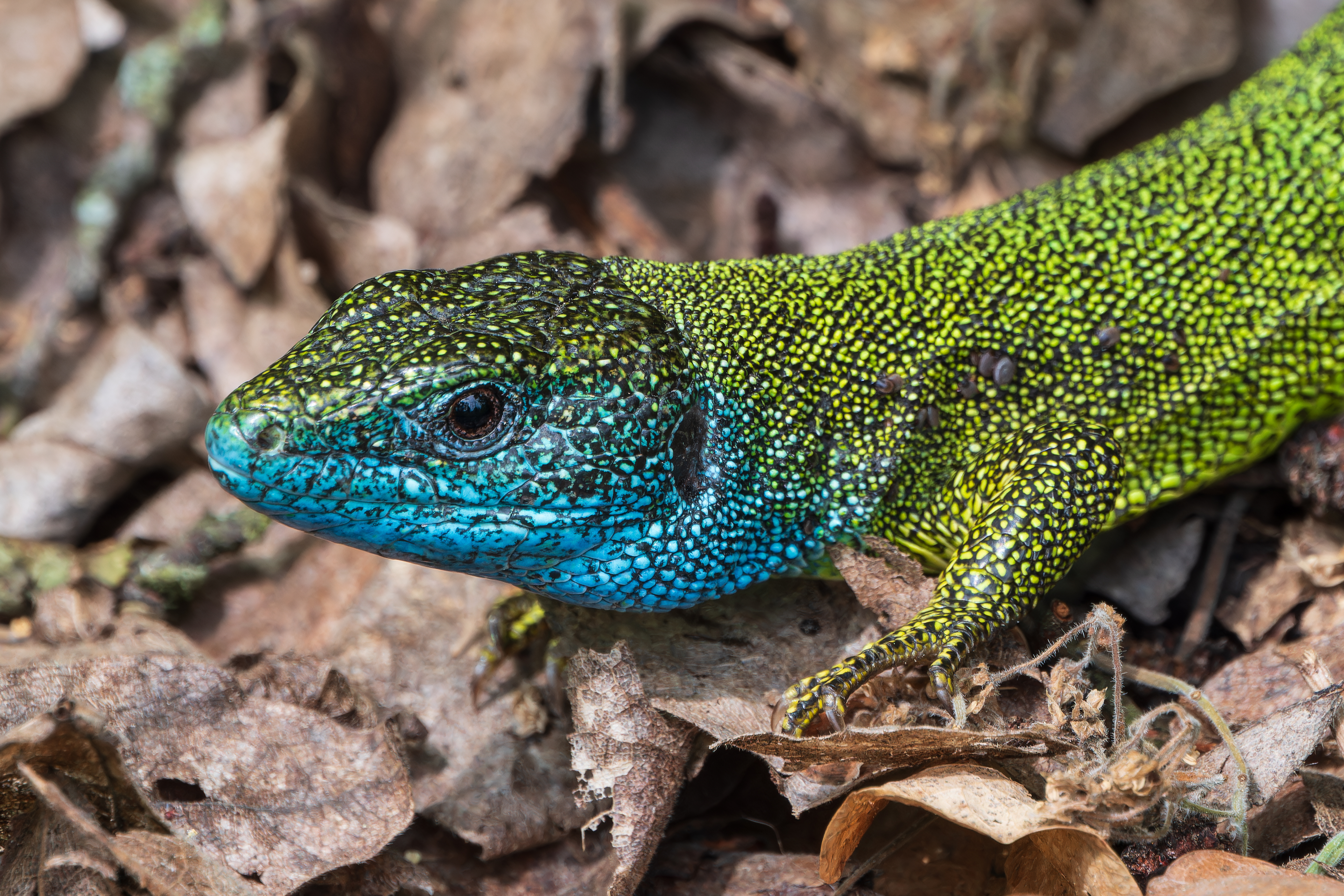
Samec ještěrky zelené v Tichém údolí